# Soulcage
Soulcage ist eine finnische Progressive-Metal-Band.

## Geschichte
Die Band wurde 1999 in Helsinki gegründet. 2004 folgte das erste Demo With the Time I Run. Sie steht bei dem finnischen Independent-Label Hellas Records unter Vertrag und veröffentlichte dort 2006 ihr Debütalbum Dead Water Diary. Im April 2009 folgte das zweite Album Soul for Sale. Die vorab veröffentlichte Single My Canvas, My Skin konnte sich auf Platz 10 der finnischen Single-Charts platzieren.
Sänger Aleksi Parviainen ist nebenbei Vocalcoach (unter anderem von Ari Koivunen) und arbeitet auch für zahlreiche finnische Bands wie Stratovarius, Kiuas und Ensiferum als Background-Sänger. Zudem hat er beide Alben der Northern Kings arrangiert.
Soul for Sale wurde am 8. April 2009 in Finnland veröffentlicht. Das Album wurde am 8. Mai 2009 in Deutschland, Österreich und der Schweiz veröffentlicht.

## Diskografie
- 2006: Dead Water Diary (Hellas Records)
- 2009: Soul for Sale (Hellas Records)